# Eimmart (cráter)
Eimmart es un cráter de impacto localizado en el borde este-noreste de la cara visible de la Luna. Sus paredes este y norte bordean al angosto Mare Anguis. Hacia el noroeste se encuentran los cráteres Delmotte y Cleomedes.
La pared del cráter ha sido erosionada levemente, especialmente hacia el sursureste, pero se conserva en su mayoría intacta. Su cráter satélite Eimmart A se halla junto a su pared este, y está rodeado por una capa de albedo alto, particularmente hacia el sur y hacia el oeste, en el interior de Eimmart, que se caracteriza por un perfil llano, aunque está marcado por el sistema de rayos de 'Eimmart A'.

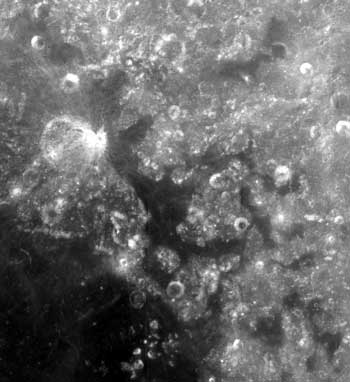
El Mare Anguis es la mancha oscura situada en el centro de la imagen. El cráter de la parte central izquierda es Eimmart, localizado en el extremo noroeste del Mare Anguis.

## Cráteres satélite
Por convención estos elementos son identificados en los mapas lunares poniendo la letra en el lado del punto medio del cráter que está más cerca de Eimmart.
|         | \| Eimmart \| Coordenadas \| Diámetro \| \| ------- \| ---------------------------- \| -------- \| \| A \| 24°00′N 65°42′E / 24.0, 65.7 \| 7 km \| \| B \| 21°24′N 66°30′E / 21.4, 66.5 \| 11 km \| \| C \| 22°24′N 61°12′E / 22.4, 61.2 \| 24 km \| \| D \| 23°00′N 69°06′E / 23.0, 69.1 \| 11 km \| \| F \| 23°18′N 61°54′E / 23.3, 61.9 \| 8 km \| \| G \| 25°30′N 64°48′E / 25.5, 64.8 \| 14 km \| \| H \| 22°06′N 64°24′E / 22.1, 64.4 \| 16 km \| \| K \| 20°12′N 67°36′E / 20.2, 67.6 \| 13 km \| |          |
| Eimmart | Coordenadas | Diámetro |
| A       | 24°00′N 65°42′E / 24.0, 65.7 | 7 km     |
| B       | 21°24′N 66°30′E / 21.4, 66.5 | 11 km    |
| C       | 22°24′N 61°12′E / 22.4, 61.2 | 24 km    |
| D       | 23°00′N 69°06′E / 23.0, 69.1 | 11 km    |
| F       | 23°18′N 61°54′E / 23.3, 61.9 | 8 km     |
| G       | 25°30′N 64°48′E / 25.5, 64.8 | 14 km    |
| H       | 22°06′N 64°24′E / 22.1, 64.4 | 16 km    |
| K       | 20°12′N 67°36′E / 20.2, 67.6 | 13 km    |